# Megalosauridae

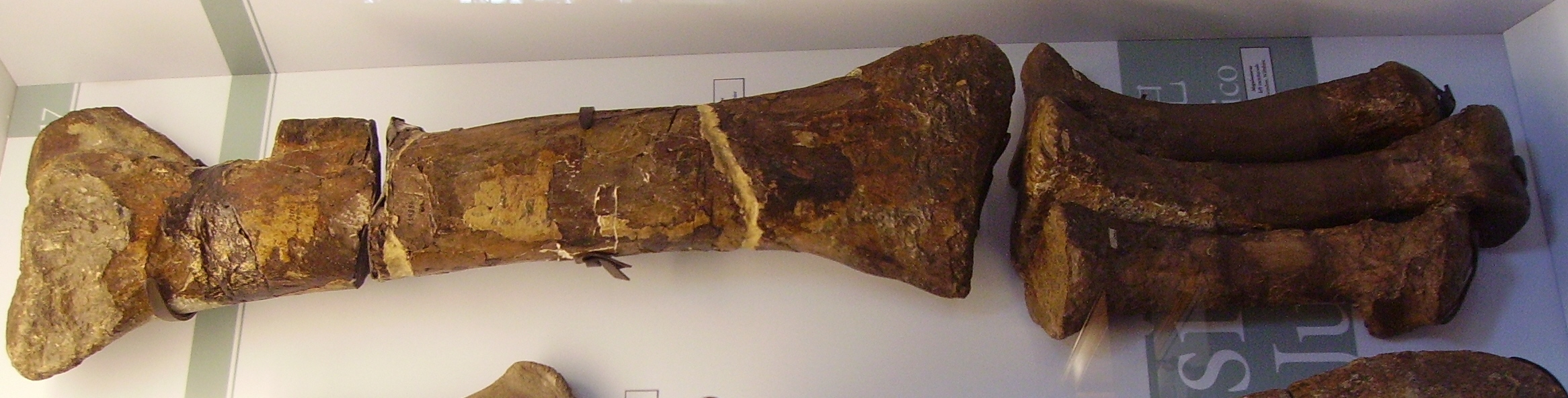
Of fragmenten als deze werkelijk bij Megalosaurus horen, is bepalend voor de inhoud van het begrip Megalosauridae

De Megalosauridae zijn een groep theropode dinosauriërs behorend tot de groep van de Tetanurae.
In 1869 benoemde Thomas Huxley een familie Megalosauridae om Megalosaurus een plaats te geven. In de eeuw daarna werden zeer verschillende soorten bij deze familie ondergebracht. Nog in de jaren zeventig was zij polyfyletisch: er werden dus vormen megalosauriden genoemd waarvan de laatste gemeenschappelijke voorouder geen megalosauride was.
De eerste definitie als klade was in 2002 van Ronan Allain: de groep bestaande uit de laatste gemeenschappelijke voorouder van Poekilopleuron, Torvosaurus en Afrovenator en al zijn afstammelingen. In 2004 gaf Thomas Holtz een afwijkende definitie als stamklade: de groep bestaande uit Megalosaurus bucklandii en alle soorten nauwer verwant aan Megalosaurus dan aan de huismus Passer domesticus, Spinosaurus aegyptiacus of Allosaurus fragilis.
De Amerikaanse paleontoloog Paul Sereno verwerpt het gebruik van de term Megalosauridae ten gunste van Torvosauridae vanwege het oude polyfyletische karakter ervan, hoewel Megalosaurus eerder beschreven is dan Torvosaurus en de term volgens de regels die de vorming van familienamen beheersen dus prioriteit heeft. (Het is overigens omstreden of die regels ook voor kladen gelden.) Een ander probleem is dat het fragmentarische karakter van Megalosaurus bucklandii het moeilijk maakt tot een precieze plaatsing van dit geslacht te komen; het is zelfs onzeker of de verschillende fossiele delen die eraan zijn toegeschreven werkelijk tot dezelfde soort behoren. Het is dus mogelijk dat Megalosaurus buiten de Megalosauridae sensu (in de zin gegeven door) Allain valt. Toch wordt het begrip Megalosauridae algemeen gebruikt.
De Megalosauridae waren kleine tot middelgrote (vier à negen meter) roofsauriërs die voorkwamen van het midden-Jura (Bajocien, zo'n 170 miljoen jaar geleden), tot het late Krijt (Cenomanien, 94 miljoen jaar geleden). De oudste vormen zijn bekend uit Europa; latere soorten ook uit Afrika, Noord-Amerika en Zuid-Amerika.
De Megalosauridae sensu Holtz zijn binnen de Spinosauroidea sensu Holtz óf de zustergroep van de Spinosauridae — en dit is de meer traditionele interpretatie — óf, een mogelijkheid gesuggereerd door recenter onderzoek, meer basale spinosauroïden. Een mogelijk kladogram van de interne relaties is het volgende van Allain uit 2002:
| unnamed | \| \| Eustreptospondylus \| \| \| \| \| \| Dubreuillosaurus \| \| \| \| |
|         | \| \| Eustreptospondylus \| \| \| \| \| \| Dubreuillosaurus \| \| \| \| |
|         | Afrovenator                                                             |
|         |                                                                         |
|         | Eustreptospondylus                                                      |
|         |                                                                         |
|         | Dubreuillosaurus                                                        |
|         |                                                                         |

|  | Eustreptospondylus |
|  |                    |
|  | Dubreuillosaurus   |
|  |                    |

| unnamed | \| \| Eustreptospondylus \| \| \| \| \| \| Dubreuillosaurus \| \| \| \| |
|         | \| \| Eustreptospondylus \| \| \| \| \| \| Dubreuillosaurus \| \| \| \| |
|         | Afrovenator                                                             |
|         |                                                                         |
|         | Eustreptospondylus                                                      |
|         |                                                                         |
|         | Dubreuillosaurus                                                        |
|         |                                                                         |

|  | Eustreptospondylus |
|  |                    |
|  | Dubreuillosaurus   |
|  |                    |

Volgens een analyse van Roger Benson uit 2008 was dit een lijst van vermoedelijke Megalosauridae:
- Dubreuillosaurus (eerder: Poekilopleuron valesdunensis)
- Eustreptospondylus
- Magnosaurus
- Megalosaurus
- Duriavenator
- Piveteausaurus
- Torvosaurus
- Afrovenator